# Maison au 4, rue du Général-de-Gaulle à Benfeld
La maison au 4, rue du Général-de-Gaulle est un monument historique situé à Benfeld, dans le département français du Bas-Rhin.

## Localisation
Ce bâtiment est situé au 4, rue du Général-de-Gaulle à Benfeld.

## Historique
L'édifice fait l'objet d'une inscription au titre des monuments historiques depuis 1929.

## Architecture

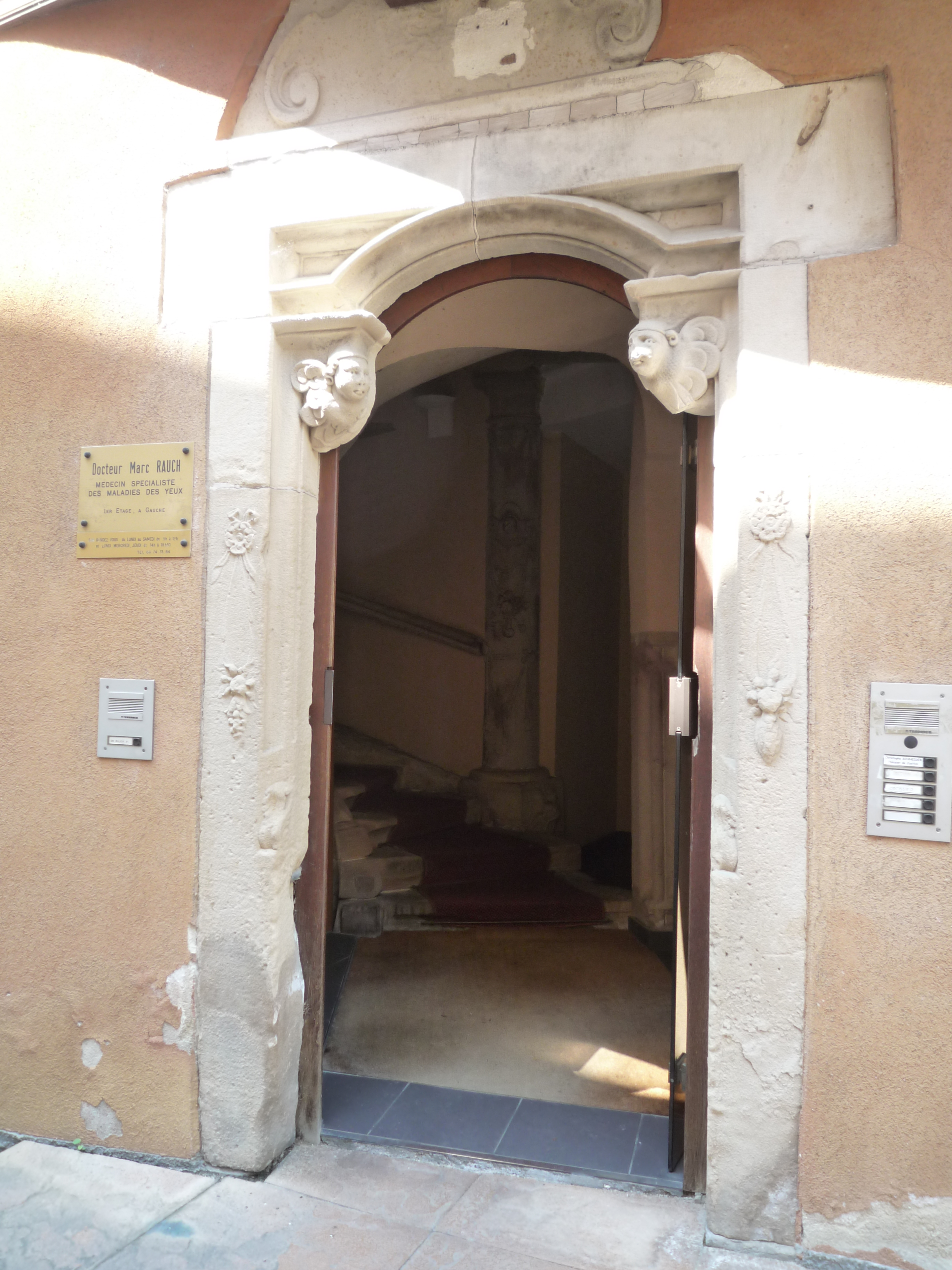
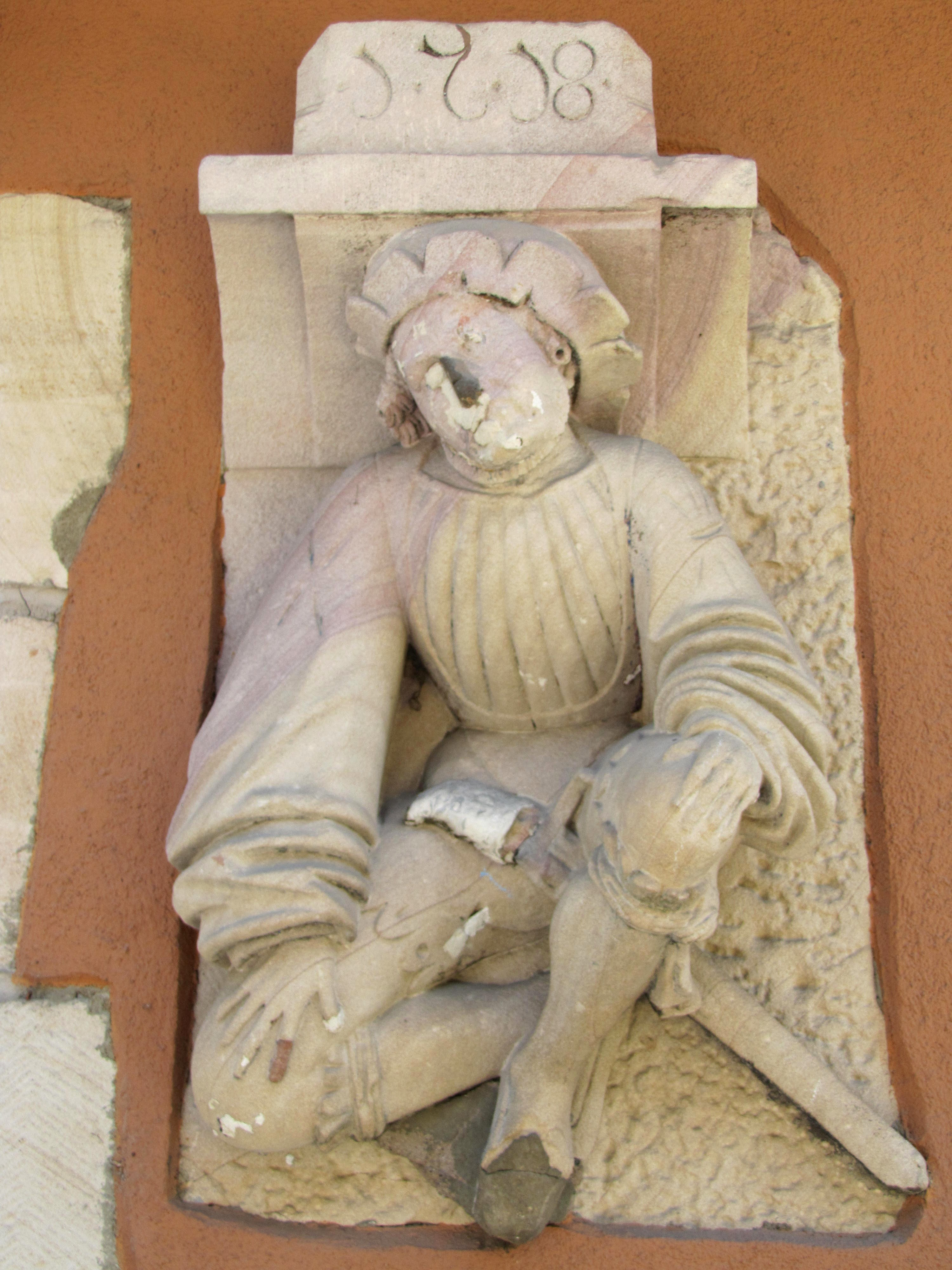